# Oreodera ohausi
Oreodera ohausi är en skalbaggsart som beskrevs av Julius Melzer 1930. Oreodera ohausi ingår i släktet Oreodera och familjen långhorningar. Inga underarter finns listade i Catalogue of Life.